# Гейштор (герб)
Герб Гейштор (пол. Giejsztor) — польско-литовский  дворянский герб. Некоторые из родов, принадлежащих к этому гербу, записаны в родословные книги Виленской, Ковенской и Минской губерний.

## Описание герба
В красном поле Андреевский крест, образуемый, по объяснению одних, двумя загнутыми крюками, а по мнению других — двумя половинками распоротой вдоль стрелы, цвета белого, железком вверх; с обеих сторон этой фигуры по золотой звезде. Многие роды помещают внизу под этим гербом Корчак. Над шлемом три страусовых пера.
Герб Гейштор (употребляют: Добкевичи, Гейшторы) внесен в Часть 2 Гербовника дворянских родов Царства Польского, стр. 41.